# Blutengel
Blutengel (стилизация с немецкого: Blutiger Engel — Кровавый Ангел) — немецкая музыкальная группа, исполняющая музыку в стилях дарквейв, синтипоп, Готик-рок. Основана вокалистом Крисом Полем (участником проектов Terminal Choice, Tumor, Miss Construction и владельцем лейбла Fear Section).

## История
Группа была создана после проблем с лейблом, возникших у её предшественницы Seelenkrank. Женский вокал изначально исполнялся Кати Ролофф и Ниной Бендихкайт на дебютном альбоме Child of Glass в 1999 году. Первый альбом оказался успешным, но группа прекратила активную деятельность на два года до выхода второго альбома Seelenschmerz.
В 2000 году Нина Бендихкайт состоялась как отличный фотограф и покинула группу. Кати Ролофф стала основным женским вокалом, а Гини Мартин — вторым. Выпущенный в 2001 году альбом «Seelenschmerz» стал популярным, и группа впервые выступила перед публикой на Wave-Gotik-Treffen.
В конце 2001 года в сингле Black Roses появляется Констанце Рудерт, как сессионная вокалистка. Также она выступала на Dark Storm Festival вместе с Кати Ролофф и Гини Мартин. Впоследствии Кати Ролофф и Гини Мартин ушли из группы и создали собственный проект Tristesse de la Lune. Кати была заменена на Констанце, а Гини на Еву Пёльцинг.
Выпущенный в 2002 году альбом Angel Dust занял 58 позицию в 100 лучших альбомов за первую неделю. Оформление альбома взяла на себя Нина Бендихкайт.
В 2004 году был выпущен четвёртый альбом Demon Kiss, а в 2005 году — DVD Live Lines. В октябре 2005 года группу покидает Ева Пёльцинг и её заменяет Ульрике Гольдманн (бывшая участница Say-Y). Вскоре были выпущены EP The Oxidising Angel и My Saviour.
15 сентября 2007 года вышел альбом Labyrinth, получивший как положительные, так и отрицательные отзывы.
В 2008 году Крис Поль выпустил downloadsingle Winter Of My Life, доступный для свободной загрузки. Также сингл был издан в виде 7-дюймового clear vinyl тиражом в 500 копий. Вскоре были изданы DVD Moments Of Our Lives и две MCD Dancing In The Light (Solitary) и Dancing In The Light (Solitary)
13 февраля 2009 года вышел полноформатный альбом Schwarzes Eis, который доступен в трёх версиях.
В 2012 году Blutengel приняли участие в фестивале Gothic meets Klassik, хиты группы были переписаны для исполнения совместно с симфоническим оркестром.
В 2013 году вышел восьмой студийный альбом — Monument. Это был первый альбом, который породил не только три сингла: Save Our Souls, You Walk Away и Kinder Dieser Stadt, но и сопровождающие их музыкальные клипы. Также было отмечено некоторое изменение звучания группы. После выступления на первом фестивале Gothic Meets Klassik 2012 в Neues Gewandhaus, Лейпциг, «Die With You» и «Ein Augenblick», две из восьми сыгранных песен были исполнены в их классическом стиле во время турне Monument. Они были записаны на концертном альбоме Once in A Lifetime. Реакция на исполнение Gothic Meets Klassik и Once in A Lifetime была положительной, и Blutengel начали классический тур с Monument Ensemble, исполнив восемь песен из Gothic Meets Klassik, плюс пять песен, переписанных для камерного ансамбля. Все треки были аранжированы Конрадом Оляком, который сделал оригинальные аранжировки песен, исполняемых на Gothic Meets Klassik.
28 февраля 2014 года были выпущены оркестровый сборник Black Symphonies (An Orchestral Journey) и музыкальное видео на сингл Krieger.
Студийный альбом Omen вышел 12 февраля 2015 года, на синглы альбома Asche Zu Asche и Sing были сняты музыкальные клипы. Из-за юридических проблем Omen был переиздан под названием Save Us.
26 февраля 2016 года вышел Nemesis: The Best of & Reworked с перезаписанными версиями классики BlutEngel.
В 2019 году вышло два альбома: Un:Gott и Damokles.
12 марта 2021 состоялся релиз кавер-альбома на песни 1980-х Fountain Of Destiny, который был выпущен в обычном и специальном изданиях. Специальное издание, включающее 5 новых треков помимо каверов, с автографом Криса Поля можно было приобрести только на фан-платформе getnext.to. Альбом сопровождали два синглаи Nobody’s Diary и Forever Young, на последний был снят клип.
16 июля 2021 состоялся релиз альбома Erlösung — The Victory Of Light, перед которыми были представлены три сингла и видеоклипы на них: The Victory Of Light, Wie Sand, Darkness Awaits Us. Альбом занял 4 место в немецком чарте.

## Состав

### Участники
- Крис Поль — мужской вокал, программирование и лирика. (с 1998 — по текущий момент)
- Ульрике Гольдманн — женский вокал, лирика, живые выступления (с 2005 — по текущий момент), была вокалисткой проекта Say Y.

### Бывшие участники
- 1998—2000: Нина Бендихкайт (также женский вокал в группе Seelenkrank, экс-вокалистка в проекте Formalin, ныне покинула Готик-сцену)
- 1998—2002: Кати Ролофф (участвовала в проекте Tristesse de la Lune с Gini Martin, который покинула в 2007)
- 2000—2002: Гини Мартин (на данный момент вокалистка в Tristesse de la Lune)
- 2002—2005: Ева Пёльцинг (с 2007-го сессионная вокалистка в проекте F.O.D)
- 2001—2009: Соня Земмлер (первый официальный танцор группы)
- 2001—2010: Констанце Рудерт
- 2009—2012: Аня Милоу
- 2010—2011: Штэффи Вэйнгартен
- 2009—2012: Джэнни Хауфер
- 2009—2012: Мария Рехфелд

## Дискография

### Альбомы
- 1999: Child of Glass
- 2001: Seelenschmerz
- 2002: Angel Dust
- 2004: Demon Kiss
- 2007: Labyrinth
- 2009: Schwarzes Eis
- 2011: Tränenherz[2]
- 2011: Nachtbringer
- 2013: Monument
- 2014: Black Symphonies (An orchestral journey)
- 2015: Omen
- 2016: Save Us
- 2016: Nemesis: The Best of & Reworked
- 2017: Leitbild
- 2019: Un:Gott
- 2019: Damokles
- 2021: Fountain Of Destiny
- 2021: Erlösung – The Victory Of Light
- 2023: Un:Sterblich – Our Souls Will Never Die

### EP
- 2005: The Oxidising Angel
- 2009: Soultaker [2] 3
- 2011: Nachtbringer
- 2015: In Alle Ewigkeit
- 2017: Black

### DVD
- 2005: Live Lines
- 2008: Moments Of Our Lives[2]
- 2011: Tränenherz Live
- 2013: Once In A Lifetime (DVD & Blu-ray)
- 2014: Black Symphonies (An orchestral journey)
- 2016: A Special Night Out: Live & Acoustic in Berlin
- 2018: Live im Wasserschloss Klaffenbach 30.07.2016 (DVD & Blu-ray)

### Синглы
- 2001: Bloody Pleasures
- 2001: Black Roses
- 2002: Vampire Romance
- 2003: Forever
- 2004: Mein Babylon (Stendal Blast & Blutengel)
- 2004: No Eternity
- 2006: My Saviour
- 2007: Lucifer (Purgatory)
- 2007: Lucifer (Blaze)
- 2008: Winter Of My Life
- 2008: Dancing In The Light (Solitary)
- 2008: Dancing In The Light (Forsaken)
- 2010: Promised Land
- 2011: Reich mir die Hand[2]
- 2012: Save Our Souls
- 2013: You Walk Away
- 2013: Kinder dieser Stadt
- 2014: Krieger
- 2014: Asche zu Asche
- 2015: Sing
- 2017: Black
- 2017: Surrender to the Darkness
- 2018: Vampire
- 2019: Send Me an Angel (кавер)
- 2019: Morningstar
- 2019: Am Ende der Zeit
- 2020: Obscured (Blutengel & Hocico)
- 2020: Wir sind unsterblich
- 2020: Nothing but a Void (Blutengel & Massive Ego)
- 2021: Nobody's Diary (кавер)
- 2021: Forever Young (кавер)
- 2021: The Victory Of Light
- 2021: Wie Sand
- 2021: Darkness Awaits Us
- 2024: Der Sturm

### Эксклюзивные треки в компиляциях
- 1998: Awake the Machines Vol. 2 — Love
- 2000: Machineries of Joy — Fairyland (Female Version)
- 2001: Orkus Collection 2 — Hold Me (Just For This Night)
- 2002: Fear Section Vol. 1 — Weg Zu Mir (Shicksals-Version 2002)
- 2002: Machineries of Joy Vol. 2 — Waiting For You
- 2002: Advanced Electronics — Black Roses (Remix)
- 2003: Machineries of Joy Vol. 3 — Falling
- 2003: VA — Sonic Seducer — Cold Hand — Iron Heart (Plastic Noise Experience Remix)
- 2005: Awake The Machines Vol. 5 — Go To Hell (Forever Lost Remix)
- 2006: Machineries of Joy Vol. 4 — Misery[2]

### Видеография
- 2006: The Oxidising Angel
- 2008: Dancing in the Light
- 2011: Nachtbringer
- 2011: Über den Horizont
- 2011: Reich mir die Hand
- 2012: Save Our Souls
- 2013: You Walk Away
- 2013: Kinder dieser Stadt
- 2014: Krieger (Symphonic Version)
- 2014: Asche zu asche
- 2015: Sing
- 2015: Kinder Der Sterne (Blutengel & Meinhard)
- 2016: Complete
- 2017: Lebe deinen Traum
- 2017: Black
- 2018: Vampire
- 2019: Send Me an Angel
- 2019: Morningstar
- 2020: Wir sind unsterblich
- 2020: Nothing but a Void (Blutengel & Massive Ego)
- 2021: Forever Young
- 2021: The Victory Of Light
- 2021: Wie Sand
- 2021: Darkness Awaits Us

## Галерея
- Blutengel на фестивале Amphi в Кёльне, 2010 год
- Ульрике Гольдманн на Amphi 2014
- Blutengel на Amphi 2016
- Крис Поль на  Amphi 2019